# 164215 Doloreshill
164215 Doloreshill este o planetă minoră (asteroid) din Asteroid Amor. A fost descoperită pe 25 iunie 2004 la Catalina Station⁠(d) de Catalina Sky Survey. 
Obiectul prezintă o orbită caracterizată de o semiaxă mare de 2,1144926421757 UAi, o excentricitate de 0,3965, o înclinație de 4,878 ° în raport cu ecliptica.